# 开安站
开安站是位于吉林省长春市农安县开安镇的一个铁路车站，邮政编码130201。车站建于1934年，有长白铁路经过该站，现仅办理货运业务，车站及其上下行区间均已电气化。车站距离长春站35公里，隶属沈阳局集团长春车务段，是四等站。车站设有2条正线、3条到发线以及两座侧式站台，另设有一条通往开安中储粮直属库的专用线。

## 邻近车站
1. ↑  信煜. . 铁道建筑技术. 2014. doi:10.3969/j.issn.1009-4539.2014.08.009.